# Ciril Jeglič
Ciril Jeglič, slovenski inženir agronomije, vrtnar, dendrolog in pisatelj leposlovnih in strokovnih del, * 26. januar 1897, Gabrovka, † 12. avgust 1988, Radovljica .

## Življenje in delo
Rodil se je v družini učitelja Janka Nepomuka Jegliča in njegove žene Marije (roj. Mal) v Gabrovki pri Litiji. Leta 1916 je v Ljubljani maturiral na gimnaziji. Po enoletni vojaški službi v avstro-ogrski vojski je študiral agronomijo na Dunaju in v Zagrebu, kjer je leta 1922 diplomiral na Kmetijsko-gozdarski fakulteti. Nato je bil nekaj tednov v Vojvodini. Od 1. septembra 1922 je kot pomožni kmetijski uradnik in domači učitelj služboval pri graščaku Pongracu v Dornavi. Od 1. avgusta 1923 je bil zaposlen pri podjetju Vrt v Mariboru, od 5. novembra 1923 pri mestnem gospodarskem uradu v Ljubljani. Jeseni 1924 je postal suplent, po profesorskem izpitu pa 29. avgusta 1927 profesor na državni kmetijski šoli na Grmu pri Novem mestu.  Od 1. aprila 1928 je bil profesor na srednji kmetijski šoli v Mariboru. V letu 1929/30 se je strokovno izpopolnjeval na Tehniški visoki šoli v Berlinu.
Kot pedagog, ustanovitelj in upravitelj vrtnarskih šol v Božjakovini pri Zagrebu, Medlogu in Mariboru ter 1951–1957 kot profesor in predstojnik katedre za vrtnarstvo in krajinsko dendrologijo na ljubljanski Fakulteti za agronomijo, gozdarstvo in veterinarstvo je vzgojil prve strokovnjake za okoljsko načrtovanje v Jugoslaviji in Sloveniji. Njegova asistentka je bila Juta Krulc. V letih 1957–1961 je predaval na oddelku za arhitekturo Fakultete za gradbeništvo in geodezijo v Ljubljani. Uvedel je sodobno urejanje javnih nasadov. Znane so njegove urbanistično-hortikulturne ureditve v Zagrebu, na Brionih, Beogradu, Skopju in Ohridu. Prenovil je Botanični vrt Alpinum Juliana v Trenti ter zasnoval in na novo oblikoval Arboretum Volčji Potok. Svoje književne poskuse je že kot dijak nižje gimnazije pošiljal v Vrtec, v višjih razredih gimnazije pa je s pomočjo Izidorja Cankarja svoje pesmi in črtice objavljal v Dom in svetu (psevd. J. Plot). Kmetijska tiskovna zadruga mu je izdala zbirko črtic Obrazi (1924). Strokovno književno delo je pričel 1922 v Kmetovalcu, od 1923 je bil stalen sodelavec Sadjarja in vrtnarja; napisal je tudi več sto člankov v dnevnem časopisju in kmetijskih strokovnih listih. Mnogo zanimanja so zbudili zlasti njegovi spisi in predavanja o cveticah npr. v Mladiki (od 1926). Objavil je okoli 1.500 člankov in 10 knjig. Pomemben je tudi njegov prispevek k strokovnemu izrazju. Leta 1984 je izšla kratka proza Iz mladih in poznih let. Bil je častni član Prirodoslovnega društva Slovenije.

## Izbrana bibliografija
- Leposlovje
  - Obrazi (COBISS)
  - Iz mladih in poznih let (COBISS)
- Strokovna dela
  - Alpski vrt Juliana v Trenti  (COBISS)
  - Arboretum Volčji potok (COBISS)
  - Domači vrt (COBISS)